# جامعة جدة
جامعة جدة إحدى الجامعات الحكومية في المملكة العربية السعودية، وتقع في مدينة جدة بمنطقة مكة المكرمة، تأسست عام 1435 هـ الموافق 2014م.

## الإنشاء والتأسيس
صدر القرار السامي رقم 20937 بتاريخ 2/6/1435 هـ والقاضي بالموافقة على قرارت مجلس التعليم العالي المتخذة في جلسته (الثانية والسبعين) المنعقدة بتاريخ 4/6/1434هـ على إنشاء جامعة جدة لتصبح جامعة مستقلة عن جامعة الملك عبد العزيز، وتعتبر من أحدث جامعات المملكة العربية السعودية.

## الرسالة
الريادة في تبني تخصصات ومهارات المستقبل لإعداد جيل من العلماء والقادة يساهم في تنمية الاقتصاد والمجتمع والوطن.

## الكليات
- كلية علوم وهندسة الحاسب[2]
- كلية التربية
- كلية الطب
- كلية العلوم الطبية التطبيقية
- كلية الهندسة
- كلية العلوم
- كلية الآداب والعلوم الإنسانية
- كلية المجتمع
- كلية الأعمال
- كلية الاتصال والإعلام[3]
- كلية القانون والدراسات القضائية
- كلية اللغات والترجمة
- كلية علوم الرياضة
- كلية التصاميم والفنون
- كلية القرآن الكريم و الدراسات الاسلامية

## العمادات والمعاهد
تضم جامعة جدة سبع عمادات ومعهدًا واحدًا  وهي:
- عمادة خدمة المجتمع والتعليم المستمر
- عمادة مصادر المعرفة
- عمادة البحث العلمي
- عمادة شطر الطالبات
- عمادة شؤون الطلاب
- عمادة القبول والتسجيل
- عمادة الدراسات العليا
- معهد البحوث والاستشارات

### عمادة الدراسات العليا
تهتم بتقديم برامج الدراسات العليا في التخصصات المختلفة والتي تتوافق مع رؤية المملكة 2030، وبما يتوافق مع احتياجات سوق العمل حالياً وفي المستقبل، حيث أنشأت العمادة العديد من برامج الماجستير المهني في تخصصات مختلفة مثل الأمن السيبراني وتقنية المعلومات المؤسسية والماجستير التنفيذي في إدارة الأعمال.

### عمادة خدمة المجتمع والتعليم المستمر
انطلاقًا لما تضمنته سياسة التعليم في المملكة العربية السعودية؛ وتعزيزًا للعمق الاستراتيجي – أحد ركائز رؤية 2030م -  لإيجاد الروابط، وصناعة الشراكات مع الحفاظ على الهوية الثقافية للمواطن السعودي، وتحقيقًا لرؤى الجامعة وتطلعاتها؛ يُعنى كل قسم من أقسام العمادة المختلفة بالبرامج الأكاديمية، والدراسات والبحوث، لخلق حلقة ربط بين الجامعة والمجتمع من خلال اضطلاعه بتوفير برامج تدريبية عامة ومتخصصة تلبي الاحتياجات التدريبية الفعلية للمجتمع، والأنشطة الثقافية والاجتماعية المتمثلة بإقامة الفعاليات الموجهة لأفراد المجتمع - حسب الفئة المستفيدة من كل فعالية - من خلال إتاحة الفرصة للمشاركة والتفاعل بهدف تبادل الأفكار، وتعزيز القيم، وتنمية الحس الفني، واحتضان المواهب عبر منصة دورية تنطلق منها رسالة إنسانية سامية إيمانًا بأن المسؤولية المجتمعية ليس لها حدود في الإبداع والتطوير وفق مبادئها السامية، وقد تتجسد وتتضح مع الثقافة والفنون من مكونات الحضارة، والاستثمار الناجح هو الاستثمار في بناء الإنسان فكريًا وإنسانيًا.  

### عمادة شؤون الطلاب
عمادة شؤون الطلاب تُعنى بالخدمات التي تقدمها الجامعة لطلابها وطالباتها، والتي تتعلق بحياة الطالب من إسكان، وتغذية، وإعانات، ومكافآت مالية، والرعاية تربويًا بتوجيهه وإرشاده ومساعدته للتغلب على المشاكل التي تواجهه أثناء المرحلة الدراسية، وتكوين شخصيته وتكاملها من خلال الأنشطة الطلابية والبرامج المختلفة.

## وصلات داخلية
- وزارة التعليم

## روابط خارجية
- وزارة التعليم
- جامعة جدة نسخة محفوظة 28 أكتوبر 2021 على موقع واي باك مشين.